# Station Ashurst (New Forest)
Ashurst New Forest is een station van National Rail in Ashurst (Hampshire), New Forest in Engeland. Het station is eigendom van Network Rail en wordt beheerd door South West Trains. 